# Вилка (шахи)
|   | a | b | c | d | e | f | g | h |   |
| 8 | a8 чорний слон · d7 чорний король · b6 білий кінь · b5 білий король · g4 чорний пішак · f3 біла тура · h3 біла тура | a8 чорний слон · d7 чорний король · b6 білий кінь · b5 білий король · g4 чорний пішак · f3 біла тура · h3 біла тура | a8 чорний слон · d7 чорний король · b6 білий кінь · b5 білий король · g4 чорний пішак · f3 біла тура · h3 біла тура | a8 чорний слон · d7 чорний король · b6 білий кінь · b5 білий король · g4 чорний пішак · f3 біла тура · h3 біла тура | a8 чорний слон · d7 чорний король · b6 білий кінь · b5 білий король · g4 чорний пішак · f3 біла тура · h3 біла тура | a8 чорний слон · d7 чорний король · b6 білий кінь · b5 білий король · g4 чорний пішак · f3 біла тура · h3 біла тура | a8 чорний слон · d7 чорний король · b6 білий кінь · b5 білий король · g4 чорний пішак · f3 біла тура · h3 біла тура | a8 чорний слон · d7 чорний король · b6 білий кінь · b5 білий король · g4 чорний пішак · f3 біла тура · h3 біла тура | 8 |
| 7 | a8 чорний слон · d7 чорний король · b6 білий кінь · b5 білий король · g4 чорний пішак · f3 біла тура · h3 біла тура | a8 чорний слон · d7 чорний король · b6 білий кінь · b5 білий король · g4 чорний пішак · f3 біла тура · h3 біла тура | a8 чорний слон · d7 чорний король · b6 білий кінь · b5 білий король · g4 чорний пішак · f3 біла тура · h3 біла тура | a8 чорний слон · d7 чорний король · b6 білий кінь · b5 білий король · g4 чорний пішак · f3 біла тура · h3 біла тура | a8 чорний слон · d7 чорний король · b6 білий кінь · b5 білий король · g4 чорний пішак · f3 біла тура · h3 біла тура | a8 чорний слон · d7 чорний король · b6 білий кінь · b5 білий король · g4 чорний пішак · f3 біла тура · h3 біла тура | a8 чорний слон · d7 чорний король · b6 білий кінь · b5 білий король · g4 чорний пішак · f3 біла тура · h3 біла тура | a8 чорний слон · d7 чорний король · b6 білий кінь · b5 білий король · g4 чорний пішак · f3 біла тура · h3 біла тура | 7 |
| 6 | a8 чорний слон · d7 чорний король · b6 білий кінь · b5 білий король · g4 чорний пішак · f3 біла тура · h3 біла тура | a8 чорний слон · d7 чорний король · b6 білий кінь · b5 білий король · g4 чорний пішак · f3 біла тура · h3 біла тура | a8 чорний слон · d7 чорний король · b6 білий кінь · b5 білий король · g4 чорний пішак · f3 біла тура · h3 біла тура | a8 чорний слон · d7 чорний король · b6 білий кінь · b5 білий король · g4 чорний пішак · f3 біла тура · h3 біла тура | a8 чорний слон · d7 чорний король · b6 білий кінь · b5 білий король · g4 чорний пішак · f3 біла тура · h3 біла тура | a8 чорний слон · d7 чорний король · b6 білий кінь · b5 білий король · g4 чорний пішак · f3 біла тура · h3 біла тура | a8 чорний слон · d7 чорний король · b6 білий кінь · b5 білий король · g4 чорний пішак · f3 біла тура · h3 біла тура | a8 чорний слон · d7 чорний король · b6 білий кінь · b5 білий король · g4 чорний пішак · f3 біла тура · h3 біла тура | 6 |
| 5 | a8 чорний слон · d7 чорний король · b6 білий кінь · b5 білий король · g4 чорний пішак · f3 біла тура · h3 біла тура | a8 чорний слон · d7 чорний король · b6 білий кінь · b5 білий король · g4 чорний пішак · f3 біла тура · h3 біла тура | a8 чорний слон · d7 чорний король · b6 білий кінь · b5 білий король · g4 чорний пішак · f3 біла тура · h3 біла тура | a8 чорний слон · d7 чорний король · b6 білий кінь · b5 білий король · g4 чорний пішак · f3 біла тура · h3 біла тура | a8 чорний слон · d7 чорний король · b6 білий кінь · b5 білий король · g4 чорний пішак · f3 біла тура · h3 біла тура | a8 чорний слон · d7 чорний король · b6 білий кінь · b5 білий король · g4 чорний пішак · f3 біла тура · h3 біла тура | a8 чорний слон · d7 чорний король · b6 білий кінь · b5 білий король · g4 чорний пішак · f3 біла тура · h3 біла тура | a8 чорний слон · d7 чорний король · b6 білий кінь · b5 білий король · g4 чорний пішак · f3 біла тура · h3 біла тура | 5 |
| 4 | a8 чорний слон · d7 чорний король · b6 білий кінь · b5 білий король · g4 чорний пішак · f3 біла тура · h3 біла тура | a8 чорний слон · d7 чорний король · b6 білий кінь · b5 білий король · g4 чорний пішак · f3 біла тура · h3 біла тура | a8 чорний слон · d7 чорний король · b6 білий кінь · b5 білий король · g4 чорний пішак · f3 біла тура · h3 біла тура | a8 чорний слон · d7 чорний король · b6 білий кінь · b5 білий король · g4 чорний пішак · f3 біла тура · h3 біла тура | a8 чорний слон · d7 чорний король · b6 білий кінь · b5 білий король · g4 чорний пішак · f3 біла тура · h3 біла тура | a8 чорний слон · d7 чорний король · b6 білий кінь · b5 білий король · g4 чорний пішак · f3 біла тура · h3 біла тура | a8 чорний слон · d7 чорний король · b6 білий кінь · b5 білий король · g4 чорний пішак · f3 біла тура · h3 біла тура | a8 чорний слон · d7 чорний король · b6 білий кінь · b5 білий король · g4 чорний пішак · f3 біла тура · h3 біла тура | 4 |
| 3 | a8 чорний слон · d7 чорний король · b6 білий кінь · b5 білий король · g4 чорний пішак · f3 біла тура · h3 біла тура | a8 чорний слон · d7 чорний король · b6 білий кінь · b5 білий король · g4 чорний пішак · f3 біла тура · h3 біла тура | a8 чорний слон · d7 чорний король · b6 білий кінь · b5 білий король · g4 чорний пішак · f3 біла тура · h3 біла тура | a8 чорний слон · d7 чорний король · b6 білий кінь · b5 білий король · g4 чорний пішак · f3 біла тура · h3 біла тура | a8 чорний слон · d7 чорний король · b6 білий кінь · b5 білий король · g4 чорний пішак · f3 біла тура · h3 біла тура | a8 чорний слон · d7 чорний король · b6 білий кінь · b5 білий король · g4 чорний пішак · f3 біла тура · h3 біла тура | a8 чорний слон · d7 чорний король · b6 білий кінь · b5 білий король · g4 чорний пішак · f3 біла тура · h3 біла тура | a8 чорний слон · d7 чорний король · b6 білий кінь · b5 білий король · g4 чорний пішак · f3 біла тура · h3 біла тура | 3 |
| 2 | a8 чорний слон · d7 чорний король · b6 білий кінь · b5 білий король · g4 чорний пішак · f3 біла тура · h3 біла тура | a8 чорний слон · d7 чорний король · b6 білий кінь · b5 білий король · g4 чорний пішак · f3 біла тура · h3 біла тура | a8 чорний слон · d7 чорний король · b6 білий кінь · b5 білий король · g4 чорний пішак · f3 біла тура · h3 біла тура | a8 чорний слон · d7 чорний король · b6 білий кінь · b5 білий король · g4 чорний пішак · f3 біла тура · h3 біла тура | a8 чорний слон · d7 чорний король · b6 білий кінь · b5 білий король · g4 чорний пішак · f3 біла тура · h3 біла тура | a8 чорний слон · d7 чорний король · b6 білий кінь · b5 білий король · g4 чорний пішак · f3 біла тура · h3 біла тура | a8 чорний слон · d7 чорний король · b6 білий кінь · b5 білий король · g4 чорний пішак · f3 біла тура · h3 біла тура | a8 чорний слон · d7 чорний король · b6 білий кінь · b5 білий король · g4 чорний пішак · f3 біла тура · h3 біла тура | 2 |
| 1 | a8 чорний слон · d7 чорний король · b6 білий кінь · b5 білий король · g4 чорний пішак · f3 біла тура · h3 біла тура | a8 чорний слон · d7 чорний король · b6 білий кінь · b5 білий король · g4 чорний пішак · f3 біла тура · h3 біла тура | a8 чорний слон · d7 чорний король · b6 білий кінь · b5 білий король · g4 чорний пішак · f3 біла тура · h3 біла тура | a8 чорний слон · d7 чорний король · b6 білий кінь · b5 білий король · g4 чорний пішак · f3 біла тура · h3 біла тура | a8 чорний слон · d7 чорний король · b6 білий кінь · b5 білий король · g4 чорний пішак · f3 біла тура · h3 біла тура | a8 чорний слон · d7 чорний король · b6 білий кінь · b5 білий король · g4 чорний пішак · f3 біла тура · h3 біла тура | a8 чорний слон · d7 чорний король · b6 білий кінь · b5 білий король · g4 чорний пішак · f3 біла тура · h3 біла тура | a8 чорний слон · d7 чорний король · b6 білий кінь · b5 білий король · g4 чорний пішак · f3 біла тура · h3 біла тура | 1 |
|   | a | b | c | d | e | f | g | h |   |

Ви́лка (виделка; подвійний удар чи потрійний удар — залежно від кількості фігур, що опинилися під загрозою) — шаховий термін, який означає позицію, в якій декілька фігур одного гравця знаходяться під боєм фігури іншого гравця. 
Тобто вилка або подвійний напад (удар) - називається одночасний напад фігури або пішака на два або три об'єкта противника. Тройний удар зустрічається на практиці дуже рідко і під силу тільки фігурам.
Вилка є хорошим способом здобути перевагу, якщо під боєм дві фігури, цінніші за фігуру, що атакує, і немає можливості виконати взяття фігури, що атакує (на діаграмі — чорний пішак), відходу з шахом чи нападу на ціннішу фігуру. У такому разі можна виконати вигідний обмін. Інший можливий варіант — однією із фігур під боєм є король, це змушує суперника до ходу, після котрого можливе безкарне взяття іншої фігури (на діаграмі — взяття слона білим конем після довільного ходу короля).
Найпоширенішими, особливо на аматорському рівні, є вилки у виконанні пішака або коня. Це пояснюється тим, що такі вилки найпростіше організувати «непомітно». Початківці часто звертають основну увагу саме на ферзя, ферзь є достатньо цінною фігурою, яку не вигідно втрачати в обміні, тому вилки з використанням ферзя не такі часті. Слон та тура не часто здобувають можливість після ходу, перед яким вони не атакували жодну з фігур, атакувати одразу дві. Корисні варіанти вилок — це пари фігур «король — незахищена фігура», «незахищена фігура — незахищена фігура», тобто випадки, коли можна усунути з дошки фігуру суперника без втрат для себе. 
Вилка може використовуватись, як тема шахової задачі або етюду.
|   | a | b | c | d | e | f | g | h |   |
| 8 | h8 чорний король · a7 чорний слон · f7 чорний кінь · h7 чорний пішак · g6 чорний пішак · f3 білий пішак · g3 білий пішак · g2 білий король · h2 білий пішак · c1 біла тура | h8 чорний король · a7 чорний слон · f7 чорний кінь · h7 чорний пішак · g6 чорний пішак · f3 білий пішак · g3 білий пішак · g2 білий король · h2 білий пішак · c1 біла тура | h8 чорний король · a7 чорний слон · f7 чорний кінь · h7 чорний пішак · g6 чорний пішак · f3 білий пішак · g3 білий пішак · g2 білий король · h2 білий пішак · c1 біла тура | h8 чорний король · a7 чорний слон · f7 чорний кінь · h7 чорний пішак · g6 чорний пішак · f3 білий пішак · g3 білий пішак · g2 білий король · h2 білий пішак · c1 біла тура | h8 чорний король · a7 чорний слон · f7 чорний кінь · h7 чорний пішак · g6 чорний пішак · f3 білий пішак · g3 білий пішак · g2 білий король · h2 білий пішак · c1 біла тура | h8 чорний король · a7 чорний слон · f7 чорний кінь · h7 чорний пішак · g6 чорний пішак · f3 білий пішак · g3 білий пішак · g2 білий король · h2 білий пішак · c1 біла тура | h8 чорний король · a7 чорний слон · f7 чорний кінь · h7 чорний пішак · g6 чорний пішак · f3 білий пішак · g3 білий пішак · g2 білий король · h2 білий пішак · c1 біла тура | h8 чорний король · a7 чорний слон · f7 чорний кінь · h7 чорний пішак · g6 чорний пішак · f3 білий пішак · g3 білий пішак · g2 білий король · h2 білий пішак · c1 біла тура | 8 |
| 7 | h8 чорний король · a7 чорний слон · f7 чорний кінь · h7 чорний пішак · g6 чорний пішак · f3 білий пішак · g3 білий пішак · g2 білий король · h2 білий пішак · c1 біла тура | h8 чорний король · a7 чорний слон · f7 чорний кінь · h7 чорний пішак · g6 чорний пішак · f3 білий пішак · g3 білий пішак · g2 білий король · h2 білий пішак · c1 біла тура | h8 чорний король · a7 чорний слон · f7 чорний кінь · h7 чорний пішак · g6 чорний пішак · f3 білий пішак · g3 білий пішак · g2 білий король · h2 білий пішак · c1 біла тура | h8 чорний король · a7 чорний слон · f7 чорний кінь · h7 чорний пішак · g6 чорний пішак · f3 білий пішак · g3 білий пішак · g2 білий король · h2 білий пішак · c1 біла тура | h8 чорний король · a7 чорний слон · f7 чорний кінь · h7 чорний пішак · g6 чорний пішак · f3 білий пішак · g3 білий пішак · g2 білий король · h2 білий пішак · c1 біла тура | h8 чорний король · a7 чорний слон · f7 чорний кінь · h7 чорний пішак · g6 чорний пішак · f3 білий пішак · g3 білий пішак · g2 білий король · h2 білий пішак · c1 біла тура | h8 чорний король · a7 чорний слон · f7 чорний кінь · h7 чорний пішак · g6 чорний пішак · f3 білий пішак · g3 білий пішак · g2 білий король · h2 білий пішак · c1 біла тура | h8 чорний король · a7 чорний слон · f7 чорний кінь · h7 чорний пішак · g6 чорний пішак · f3 білий пішак · g3 білий пішак · g2 білий король · h2 білий пішак · c1 біла тура | 7 |
| 6 | h8 чорний король · a7 чорний слон · f7 чорний кінь · h7 чорний пішак · g6 чорний пішак · f3 білий пішак · g3 білий пішак · g2 білий король · h2 білий пішак · c1 біла тура | h8 чорний король · a7 чорний слон · f7 чорний кінь · h7 чорний пішак · g6 чорний пішак · f3 білий пішак · g3 білий пішак · g2 білий король · h2 білий пішак · c1 біла тура | h8 чорний король · a7 чорний слон · f7 чорний кінь · h7 чорний пішак · g6 чорний пішак · f3 білий пішак · g3 білий пішак · g2 білий король · h2 білий пішак · c1 біла тура | h8 чорний король · a7 чорний слон · f7 чорний кінь · h7 чорний пішак · g6 чорний пішак · f3 білий пішак · g3 білий пішак · g2 білий король · h2 білий пішак · c1 біла тура | h8 чорний король · a7 чорний слон · f7 чорний кінь · h7 чорний пішак · g6 чорний пішак · f3 білий пішак · g3 білий пішак · g2 білий король · h2 білий пішак · c1 біла тура | h8 чорний король · a7 чорний слон · f7 чорний кінь · h7 чорний пішак · g6 чорний пішак · f3 білий пішак · g3 білий пішак · g2 білий король · h2 білий пішак · c1 біла тура | h8 чорний король · a7 чорний слон · f7 чорний кінь · h7 чорний пішак · g6 чорний пішак · f3 білий пішак · g3 білий пішак · g2 білий король · h2 білий пішак · c1 біла тура | h8 чорний король · a7 чорний слон · f7 чорний кінь · h7 чорний пішак · g6 чорний пішак · f3 білий пішак · g3 білий пішак · g2 білий король · h2 білий пішак · c1 біла тура | 6 |
| 5 | h8 чорний король · a7 чорний слон · f7 чорний кінь · h7 чорний пішак · g6 чорний пішак · f3 білий пішак · g3 білий пішак · g2 білий король · h2 білий пішак · c1 біла тура | h8 чорний король · a7 чорний слон · f7 чорний кінь · h7 чорний пішак · g6 чорний пішак · f3 білий пішак · g3 білий пішак · g2 білий король · h2 білий пішак · c1 біла тура | h8 чорний король · a7 чорний слон · f7 чорний кінь · h7 чорний пішак · g6 чорний пішак · f3 білий пішак · g3 білий пішак · g2 білий король · h2 білий пішак · c1 біла тура | h8 чорний король · a7 чорний слон · f7 чорний кінь · h7 чорний пішак · g6 чорний пішак · f3 білий пішак · g3 білий пішак · g2 білий король · h2 білий пішак · c1 біла тура | h8 чорний король · a7 чорний слон · f7 чорний кінь · h7 чорний пішак · g6 чорний пішак · f3 білий пішак · g3 білий пішак · g2 білий король · h2 білий пішак · c1 біла тура | h8 чорний король · a7 чорний слон · f7 чорний кінь · h7 чорний пішак · g6 чорний пішак · f3 білий пішак · g3 білий пішак · g2 білий король · h2 білий пішак · c1 біла тура | h8 чорний король · a7 чорний слон · f7 чорний кінь · h7 чорний пішак · g6 чорний пішак · f3 білий пішак · g3 білий пішак · g2 білий король · h2 білий пішак · c1 біла тура | h8 чорний король · a7 чорний слон · f7 чорний кінь · h7 чорний пішак · g6 чорний пішак · f3 білий пішак · g3 білий пішак · g2 білий король · h2 білий пішак · c1 біла тура | 5 |
| 4 | h8 чорний король · a7 чорний слон · f7 чорний кінь · h7 чорний пішак · g6 чорний пішак · f3 білий пішак · g3 білий пішак · g2 білий король · h2 білий пішак · c1 біла тура | h8 чорний король · a7 чорний слон · f7 чорний кінь · h7 чорний пішак · g6 чорний пішак · f3 білий пішак · g3 білий пішак · g2 білий король · h2 білий пішак · c1 біла тура | h8 чорний король · a7 чорний слон · f7 чорний кінь · h7 чорний пішак · g6 чорний пішак · f3 білий пішак · g3 білий пішак · g2 білий король · h2 білий пішак · c1 біла тура | h8 чорний король · a7 чорний слон · f7 чорний кінь · h7 чорний пішак · g6 чорний пішак · f3 білий пішак · g3 білий пішак · g2 білий король · h2 білий пішак · c1 біла тура | h8 чорний король · a7 чорний слон · f7 чорний кінь · h7 чорний пішак · g6 чорний пішак · f3 білий пішак · g3 білий пішак · g2 білий король · h2 білий пішак · c1 біла тура | h8 чорний король · a7 чорний слон · f7 чорний кінь · h7 чорний пішак · g6 чорний пішак · f3 білий пішак · g3 білий пішак · g2 білий король · h2 білий пішак · c1 біла тура | h8 чорний король · a7 чорний слон · f7 чорний кінь · h7 чорний пішак · g6 чорний пішак · f3 білий пішак · g3 білий пішак · g2 білий король · h2 білий пішак · c1 біла тура | h8 чорний король · a7 чорний слон · f7 чорний кінь · h7 чорний пішак · g6 чорний пішак · f3 білий пішак · g3 білий пішак · g2 білий король · h2 білий пішак · c1 біла тура | 4 |
| 3 | h8 чорний король · a7 чорний слон · f7 чорний кінь · h7 чорний пішак · g6 чорний пішак · f3 білий пішак · g3 білий пішак · g2 білий король · h2 білий пішак · c1 біла тура | h8 чорний король · a7 чорний слон · f7 чорний кінь · h7 чорний пішак · g6 чорний пішак · f3 білий пішак · g3 білий пішак · g2 білий король · h2 білий пішак · c1 біла тура | h8 чорний король · a7 чорний слон · f7 чорний кінь · h7 чорний пішак · g6 чорний пішак · f3 білий пішак · g3 білий пішак · g2 білий король · h2 білий пішак · c1 біла тура | h8 чорний король · a7 чорний слон · f7 чорний кінь · h7 чорний пішак · g6 чорний пішак · f3 білий пішак · g3 білий пішак · g2 білий король · h2 білий пішак · c1 біла тура | h8 чорний король · a7 чорний слон · f7 чорний кінь · h7 чорний пішак · g6 чорний пішак · f3 білий пішак · g3 білий пішак · g2 білий король · h2 білий пішак · c1 біла тура | h8 чорний король · a7 чорний слон · f7 чорний кінь · h7 чорний пішак · g6 чорний пішак · f3 білий пішак · g3 білий пішак · g2 білий король · h2 білий пішак · c1 біла тура | h8 чорний король · a7 чорний слон · f7 чорний кінь · h7 чорний пішак · g6 чорний пішак · f3 білий пішак · g3 білий пішак · g2 білий король · h2 білий пішак · c1 біла тура | h8 чорний король · a7 чорний слон · f7 чорний кінь · h7 чорний пішак · g6 чорний пішак · f3 білий пішак · g3 білий пішак · g2 білий король · h2 білий пішак · c1 біла тура | 3 |
| 2 | h8 чорний король · a7 чорний слон · f7 чорний кінь · h7 чорний пішак · g6 чорний пішак · f3 білий пішак · g3 білий пішак · g2 білий король · h2 білий пішак · c1 біла тура | h8 чорний король · a7 чорний слон · f7 чорний кінь · h7 чорний пішак · g6 чорний пішак · f3 білий пішак · g3 білий пішак · g2 білий король · h2 білий пішак · c1 біла тура | h8 чорний король · a7 чорний слон · f7 чорний кінь · h7 чорний пішак · g6 чорний пішак · f3 білий пішак · g3 білий пішак · g2 білий король · h2 білий пішак · c1 біла тура | h8 чорний король · a7 чорний слон · f7 чорний кінь · h7 чорний пішак · g6 чорний пішак · f3 білий пішак · g3 білий пішак · g2 білий король · h2 білий пішак · c1 біла тура | h8 чорний король · a7 чорний слон · f7 чорний кінь · h7 чорний пішак · g6 чорний пішак · f3 білий пішак · g3 білий пішак · g2 білий король · h2 білий пішак · c1 біла тура | h8 чорний король · a7 чорний слон · f7 чорний кінь · h7 чорний пішак · g6 чорний пішак · f3 білий пішак · g3 білий пішак · g2 білий король · h2 білий пішак · c1 біла тура | h8 чорний король · a7 чорний слон · f7 чорний кінь · h7 чорний пішак · g6 чорний пішак · f3 білий пішак · g3 білий пішак · g2 білий король · h2 білий пішак · c1 біла тура | h8 чорний король · a7 чорний слон · f7 чорний кінь · h7 чорний пішак · g6 чорний пішак · f3 білий пішак · g3 білий пішак · g2 білий король · h2 білий пішак · c1 біла тура | 2 |
| 1 | h8 чорний король · a7 чорний слон · f7 чорний кінь · h7 чорний пішак · g6 чорний пішак · f3 білий пішак · g3 білий пішак · g2 білий король · h2 білий пішак · c1 біла тура | h8 чорний король · a7 чорний слон · f7 чорний кінь · h7 чорний пішак · g6 чорний пішак · f3 білий пішак · g3 білий пішак · g2 білий король · h2 білий пішак · c1 біла тура | h8 чорний король · a7 чорний слон · f7 чорний кінь · h7 чорний пішак · g6 чорний пішак · f3 білий пішак · g3 білий пішак · g2 білий король · h2 білий пішак · c1 біла тура | h8 чорний король · a7 чорний слон · f7 чорний кінь · h7 чорний пішак · g6 чорний пішак · f3 білий пішак · g3 білий пішак · g2 білий король · h2 білий пішак · c1 біла тура | h8 чорний король · a7 чорний слон · f7 чорний кінь · h7 чорний пішак · g6 чорний пішак · f3 білий пішак · g3 білий пішак · g2 білий король · h2 білий пішак · c1 біла тура | h8 чорний король · a7 чорний слон · f7 чорний кінь · h7 чорний пішак · g6 чорний пішак · f3 білий пішак · g3 білий пішак · g2 білий король · h2 білий пішак · c1 біла тура | h8 чорний король · a7 чорний слон · f7 чорний кінь · h7 чорний пішак · g6 чорний пішак · f3 білий пішак · g3 білий пішак · g2 білий король · h2 білий пішак · c1 біла тура | h8 чорний король · a7 чорний слон · f7 чорний кінь · h7 чорний пішак · g6 чорний пішак · f3 білий пішак · g3 білий пішак · g2 білий король · h2 білий пішак · c1 біла тура | 1 |
|   | a | b | c | d | e | f | g | h |   |

|   | a | b | c | d | e | f | g | h |   |
| 8 | c8 білий слон · g8 білий король · d6 білий кінь · f6 чорний пішак · h6 чорний пішак · g5 чорний пішак · h5 чорний король · f4 білий пішак · h4 білий пішак · g3 білий пішак · h2 чорна тура · f1 чорна тура | c8 білий слон · g8 білий король · d6 білий кінь · f6 чорний пішак · h6 чорний пішак · g5 чорний пішак · h5 чорний король · f4 білий пішак · h4 білий пішак · g3 білий пішак · h2 чорна тура · f1 чорна тура | c8 білий слон · g8 білий король · d6 білий кінь · f6 чорний пішак · h6 чорний пішак · g5 чорний пішак · h5 чорний король · f4 білий пішак · h4 білий пішак · g3 білий пішак · h2 чорна тура · f1 чорна тура | c8 білий слон · g8 білий король · d6 білий кінь · f6 чорний пішак · h6 чорний пішак · g5 чорний пішак · h5 чорний король · f4 білий пішак · h4 білий пішак · g3 білий пішак · h2 чорна тура · f1 чорна тура | c8 білий слон · g8 білий король · d6 білий кінь · f6 чорний пішак · h6 чорний пішак · g5 чорний пішак · h5 чорний король · f4 білий пішак · h4 білий пішак · g3 білий пішак · h2 чорна тура · f1 чорна тура | c8 білий слон · g8 білий король · d6 білий кінь · f6 чорний пішак · h6 чорний пішак · g5 чорний пішак · h5 чорний король · f4 білий пішак · h4 білий пішак · g3 білий пішак · h2 чорна тура · f1 чорна тура | c8 білий слон · g8 білий король · d6 білий кінь · f6 чорний пішак · h6 чорний пішак · g5 чорний пішак · h5 чорний король · f4 білий пішак · h4 білий пішак · g3 білий пішак · h2 чорна тура · f1 чорна тура | c8 білий слон · g8 білий король · d6 білий кінь · f6 чорний пішак · h6 чорний пішак · g5 чорний пішак · h5 чорний король · f4 білий пішак · h4 білий пішак · g3 білий пішак · h2 чорна тура · f1 чорна тура | 8 |
| 7 | c8 білий слон · g8 білий король · d6 білий кінь · f6 чорний пішак · h6 чорний пішак · g5 чорний пішак · h5 чорний король · f4 білий пішак · h4 білий пішак · g3 білий пішак · h2 чорна тура · f1 чорна тура | c8 білий слон · g8 білий король · d6 білий кінь · f6 чорний пішак · h6 чорний пішак · g5 чорний пішак · h5 чорний король · f4 білий пішак · h4 білий пішак · g3 білий пішак · h2 чорна тура · f1 чорна тура | c8 білий слон · g8 білий король · d6 білий кінь · f6 чорний пішак · h6 чорний пішак · g5 чорний пішак · h5 чорний король · f4 білий пішак · h4 білий пішак · g3 білий пішак · h2 чорна тура · f1 чорна тура | c8 білий слон · g8 білий король · d6 білий кінь · f6 чорний пішак · h6 чорний пішак · g5 чорний пішак · h5 чорний король · f4 білий пішак · h4 білий пішак · g3 білий пішак · h2 чорна тура · f1 чорна тура | c8 білий слон · g8 білий король · d6 білий кінь · f6 чорний пішак · h6 чорний пішак · g5 чорний пішак · h5 чорний король · f4 білий пішак · h4 білий пішак · g3 білий пішак · h2 чорна тура · f1 чорна тура | c8 білий слон · g8 білий король · d6 білий кінь · f6 чорний пішак · h6 чорний пішак · g5 чорний пішак · h5 чорний король · f4 білий пішак · h4 білий пішак · g3 білий пішак · h2 чорна тура · f1 чорна тура | c8 білий слон · g8 білий король · d6 білий кінь · f6 чорний пішак · h6 чорний пішак · g5 чорний пішак · h5 чорний король · f4 білий пішак · h4 білий пішак · g3 білий пішак · h2 чорна тура · f1 чорна тура | c8 білий слон · g8 білий король · d6 білий кінь · f6 чорний пішак · h6 чорний пішак · g5 чорний пішак · h5 чорний король · f4 білий пішак · h4 білий пішак · g3 білий пішак · h2 чорна тура · f1 чорна тура | 7 |
| 6 | c8 білий слон · g8 білий король · d6 білий кінь · f6 чорний пішак · h6 чорний пішак · g5 чорний пішак · h5 чорний король · f4 білий пішак · h4 білий пішак · g3 білий пішак · h2 чорна тура · f1 чорна тура | c8 білий слон · g8 білий король · d6 білий кінь · f6 чорний пішак · h6 чорний пішак · g5 чорний пішак · h5 чорний король · f4 білий пішак · h4 білий пішак · g3 білий пішак · h2 чорна тура · f1 чорна тура | c8 білий слон · g8 білий король · d6 білий кінь · f6 чорний пішак · h6 чорний пішак · g5 чорний пішак · h5 чорний король · f4 білий пішак · h4 білий пішак · g3 білий пішак · h2 чорна тура · f1 чорна тура | c8 білий слон · g8 білий король · d6 білий кінь · f6 чорний пішак · h6 чорний пішак · g5 чорний пішак · h5 чорний король · f4 білий пішак · h4 білий пішак · g3 білий пішак · h2 чорна тура · f1 чорна тура | c8 білий слон · g8 білий король · d6 білий кінь · f6 чорний пішак · h6 чорний пішак · g5 чорний пішак · h5 чорний король · f4 білий пішак · h4 білий пішак · g3 білий пішак · h2 чорна тура · f1 чорна тура | c8 білий слон · g8 білий король · d6 білий кінь · f6 чорний пішак · h6 чорний пішак · g5 чорний пішак · h5 чорний король · f4 білий пішак · h4 білий пішак · g3 білий пішак · h2 чорна тура · f1 чорна тура | c8 білий слон · g8 білий король · d6 білий кінь · f6 чорний пішак · h6 чорний пішак · g5 чорний пішак · h5 чорний король · f4 білий пішак · h4 білий пішак · g3 білий пішак · h2 чорна тура · f1 чорна тура | c8 білий слон · g8 білий король · d6 білий кінь · f6 чорний пішак · h6 чорний пішак · g5 чорний пішак · h5 чорний король · f4 білий пішак · h4 білий пішак · g3 білий пішак · h2 чорна тура · f1 чорна тура | 6 |
| 5 | c8 білий слон · g8 білий король · d6 білий кінь · f6 чорний пішак · h6 чорний пішак · g5 чорний пішак · h5 чорний король · f4 білий пішак · h4 білий пішак · g3 білий пішак · h2 чорна тура · f1 чорна тура | c8 білий слон · g8 білий король · d6 білий кінь · f6 чорний пішак · h6 чорний пішак · g5 чорний пішак · h5 чорний король · f4 білий пішак · h4 білий пішак · g3 білий пішак · h2 чорна тура · f1 чорна тура | c8 білий слон · g8 білий король · d6 білий кінь · f6 чорний пішак · h6 чорний пішак · g5 чорний пішак · h5 чорний король · f4 білий пішак · h4 білий пішак · g3 білий пішак · h2 чорна тура · f1 чорна тура | c8 білий слон · g8 білий король · d6 білий кінь · f6 чорний пішак · h6 чорний пішак · g5 чорний пішак · h5 чорний король · f4 білий пішак · h4 білий пішак · g3 білий пішак · h2 чорна тура · f1 чорна тура | c8 білий слон · g8 білий король · d6 білий кінь · f6 чорний пішак · h6 чорний пішак · g5 чорний пішак · h5 чорний король · f4 білий пішак · h4 білий пішак · g3 білий пішак · h2 чорна тура · f1 чорна тура | c8 білий слон · g8 білий король · d6 білий кінь · f6 чорний пішак · h6 чорний пішак · g5 чорний пішак · h5 чорний король · f4 білий пішак · h4 білий пішак · g3 білий пішак · h2 чорна тура · f1 чорна тура | c8 білий слон · g8 білий король · d6 білий кінь · f6 чорний пішак · h6 чорний пішак · g5 чорний пішак · h5 чорний король · f4 білий пішак · h4 білий пішак · g3 білий пішак · h2 чорна тура · f1 чорна тура | c8 білий слон · g8 білий король · d6 білий кінь · f6 чорний пішак · h6 чорний пішак · g5 чорний пішак · h5 чорний король · f4 білий пішак · h4 білий пішак · g3 білий пішак · h2 чорна тура · f1 чорна тура | 5 |
| 4 | c8 білий слон · g8 білий король · d6 білий кінь · f6 чорний пішак · h6 чорний пішак · g5 чорний пішак · h5 чорний король · f4 білий пішак · h4 білий пішак · g3 білий пішак · h2 чорна тура · f1 чорна тура | c8 білий слон · g8 білий король · d6 білий кінь · f6 чорний пішак · h6 чорний пішак · g5 чорний пішак · h5 чорний король · f4 білий пішак · h4 білий пішак · g3 білий пішак · h2 чорна тура · f1 чорна тура | c8 білий слон · g8 білий король · d6 білий кінь · f6 чорний пішак · h6 чорний пішак · g5 чорний пішак · h5 чорний король · f4 білий пішак · h4 білий пішак · g3 білий пішак · h2 чорна тура · f1 чорна тура | c8 білий слон · g8 білий король · d6 білий кінь · f6 чорний пішак · h6 чорний пішак · g5 чорний пішак · h5 чорний король · f4 білий пішак · h4 білий пішак · g3 білий пішак · h2 чорна тура · f1 чорна тура | c8 білий слон · g8 білий король · d6 білий кінь · f6 чорний пішак · h6 чорний пішак · g5 чорний пішак · h5 чорний король · f4 білий пішак · h4 білий пішак · g3 білий пішак · h2 чорна тура · f1 чорна тура | c8 білий слон · g8 білий король · d6 білий кінь · f6 чорний пішак · h6 чорний пішак · g5 чорний пішак · h5 чорний король · f4 білий пішак · h4 білий пішак · g3 білий пішак · h2 чорна тура · f1 чорна тура | c8 білий слон · g8 білий король · d6 білий кінь · f6 чорний пішак · h6 чорний пішак · g5 чорний пішак · h5 чорний король · f4 білий пішак · h4 білий пішак · g3 білий пішак · h2 чорна тура · f1 чорна тура | c8 білий слон · g8 білий король · d6 білий кінь · f6 чорний пішак · h6 чорний пішак · g5 чорний пішак · h5 чорний король · f4 білий пішак · h4 білий пішак · g3 білий пішак · h2 чорна тура · f1 чорна тура | 4 |
| 3 | c8 білий слон · g8 білий король · d6 білий кінь · f6 чорний пішак · h6 чорний пішак · g5 чорний пішак · h5 чорний король · f4 білий пішак · h4 білий пішак · g3 білий пішак · h2 чорна тура · f1 чорна тура | c8 білий слон · g8 білий король · d6 білий кінь · f6 чорний пішак · h6 чорний пішак · g5 чорний пішак · h5 чорний король · f4 білий пішак · h4 білий пішак · g3 білий пішак · h2 чорна тура · f1 чорна тура | c8 білий слон · g8 білий король · d6 білий кінь · f6 чорний пішак · h6 чорний пішак · g5 чорний пішак · h5 чорний король · f4 білий пішак · h4 білий пішак · g3 білий пішак · h2 чорна тура · f1 чорна тура | c8 білий слон · g8 білий король · d6 білий кінь · f6 чорний пішак · h6 чорний пішак · g5 чорний пішак · h5 чорний король · f4 білий пішак · h4 білий пішак · g3 білий пішак · h2 чорна тура · f1 чорна тура | c8 білий слон · g8 білий король · d6 білий кінь · f6 чорний пішак · h6 чорний пішак · g5 чорний пішак · h5 чорний король · f4 білий пішак · h4 білий пішак · g3 білий пішак · h2 чорна тура · f1 чорна тура | c8 білий слон · g8 білий король · d6 білий кінь · f6 чорний пішак · h6 чорний пішак · g5 чорний пішак · h5 чорний король · f4 білий пішак · h4 білий пішак · g3 білий пішак · h2 чорна тура · f1 чорна тура | c8 білий слон · g8 білий король · d6 білий кінь · f6 чорний пішак · h6 чорний пішак · g5 чорний пішак · h5 чорний король · f4 білий пішак · h4 білий пішак · g3 білий пішак · h2 чорна тура · f1 чорна тура | c8 білий слон · g8 білий король · d6 білий кінь · f6 чорний пішак · h6 чорний пішак · g5 чорний пішак · h5 чорний король · f4 білий пішак · h4 білий пішак · g3 білий пішак · h2 чорна тура · f1 чорна тура | 3 |
| 2 | c8 білий слон · g8 білий король · d6 білий кінь · f6 чорний пішак · h6 чорний пішак · g5 чорний пішак · h5 чорний король · f4 білий пішак · h4 білий пішак · g3 білий пішак · h2 чорна тура · f1 чорна тура | c8 білий слон · g8 білий король · d6 білий кінь · f6 чорний пішак · h6 чорний пішак · g5 чорний пішак · h5 чорний король · f4 білий пішак · h4 білий пішак · g3 білий пішак · h2 чорна тура · f1 чорна тура | c8 білий слон · g8 білий король · d6 білий кінь · f6 чорний пішак · h6 чорний пішак · g5 чорний пішак · h5 чорний король · f4 білий пішак · h4 білий пішак · g3 білий пішак · h2 чорна тура · f1 чорна тура | c8 білий слон · g8 білий король · d6 білий кінь · f6 чорний пішак · h6 чорний пішак · g5 чорний пішак · h5 чорний король · f4 білий пішак · h4 білий пішак · g3 білий пішак · h2 чорна тура · f1 чорна тура | c8 білий слон · g8 білий король · d6 білий кінь · f6 чорний пішак · h6 чорний пішак · g5 чорний пішак · h5 чорний король · f4 білий пішак · h4 білий пішак · g3 білий пішак · h2 чорна тура · f1 чорна тура | c8 білий слон · g8 білий король · d6 білий кінь · f6 чорний пішак · h6 чорний пішак · g5 чорний пішак · h5 чорний король · f4 білий пішак · h4 білий пішак · g3 білий пішак · h2 чорна тура · f1 чорна тура | c8 білий слон · g8 білий король · d6 білий кінь · f6 чорний пішак · h6 чорний пішак · g5 чорний пішак · h5 чорний король · f4 білий пішак · h4 білий пішак · g3 білий пішак · h2 чорна тура · f1 чорна тура | c8 білий слон · g8 білий король · d6 білий кінь · f6 чорний пішак · h6 чорний пішак · g5 чорний пішак · h5 чорний король · f4 білий пішак · h4 білий пішак · g3 білий пішак · h2 чорна тура · f1 чорна тура | 2 |
| 1 | c8 білий слон · g8 білий король · d6 білий кінь · f6 чорний пішак · h6 чорний пішак · g5 чорний пішак · h5 чорний король · f4 білий пішак · h4 білий пішак · g3 білий пішак · h2 чорна тура · f1 чорна тура | c8 білий слон · g8 білий король · d6 білий кінь · f6 чорний пішак · h6 чорний пішак · g5 чорний пішак · h5 чорний король · f4 білий пішак · h4 білий пішак · g3 білий пішак · h2 чорна тура · f1 чорна тура | c8 білий слон · g8 білий король · d6 білий кінь · f6 чорний пішак · h6 чорний пішак · g5 чорний пішак · h5 чорний король · f4 білий пішак · h4 білий пішак · g3 білий пішак · h2 чорна тура · f1 чорна тура | c8 білий слон · g8 білий король · d6 білий кінь · f6 чорний пішак · h6 чорний пішак · g5 чорний пішак · h5 чорний король · f4 білий пішак · h4 білий пішак · g3 білий пішак · h2 чорна тура · f1 чорна тура | c8 білий слон · g8 білий король · d6 білий кінь · f6 чорний пішак · h6 чорний пішак · g5 чорний пішак · h5 чорний король · f4 білий пішак · h4 білий пішак · g3 білий пішак · h2 чорна тура · f1 чорна тура | c8 білий слон · g8 білий король · d6 білий кінь · f6 чорний пішак · h6 чорний пішак · g5 чорний пішак · h5 чорний король · f4 білий пішак · h4 білий пішак · g3 білий пішак · h2 чорна тура · f1 чорна тура | c8 білий слон · g8 білий король · d6 білий кінь · f6 чорний пішак · h6 чорний пішак · g5 чорний пішак · h5 чорний король · f4 білий пішак · h4 білий пішак · g3 білий пішак · h2 чорна тура · f1 чорна тура | c8 білий слон · g8 білий король · d6 білий кінь · f6 чорний пішак · h6 чорний пішак · g5 чорний пішак · h5 чорний король · f4 білий пішак · h4 білий пішак · g3 білий пішак · h2 чорна тура · f1 чорна тура | 1 |
|   | a | b | c | d | e | f | g | h |   |